# Eotrachodon orientalis
Eotrachodon orientalis es la única especie conocida del género extinto Eotrachodon de dinosaurio ornitópodo hadrosáurido que vivió a finales del período Cretácico, hace aproximadamente entre 83 millones de años durante el Santoniense, en lo que es hoy Norteamérica. 

## Descripción
Eotrachodon es bastante pequeño, con una longitud corporal de unos 5 metros. En 2016, se identificaron seis características distintivas, las autopomorfias. La cavidad alrededor de la abertura de la nariz se divide en tres partes con una división principal a través de un borde longitudinal que crea una parte superior e inferior, la trinchera inferior se subdivide en una zanja trasera y una trinchera delantera ligeramente cortada. La cantera principal superior llega más atrás que la ranura secundaria posterior. La zanja superior extrae el hueso nasal de la pared lateral, profundo en la parte delantera pero gradualmente hacia atrás. La proyección lateral de la praemaxilla se curva repentinamente hacia abajo, formando un ángulo de 165 ° con el eje longitudinal del hueco alrededor de la abertura de la nariz. La mandíbula superior tiene una interfaz triangular con el pómulo, cuyo plano es más lateral que hacia arriba, mientras que el pómulo tiene una joroba superior que se dirige hacia atrás.

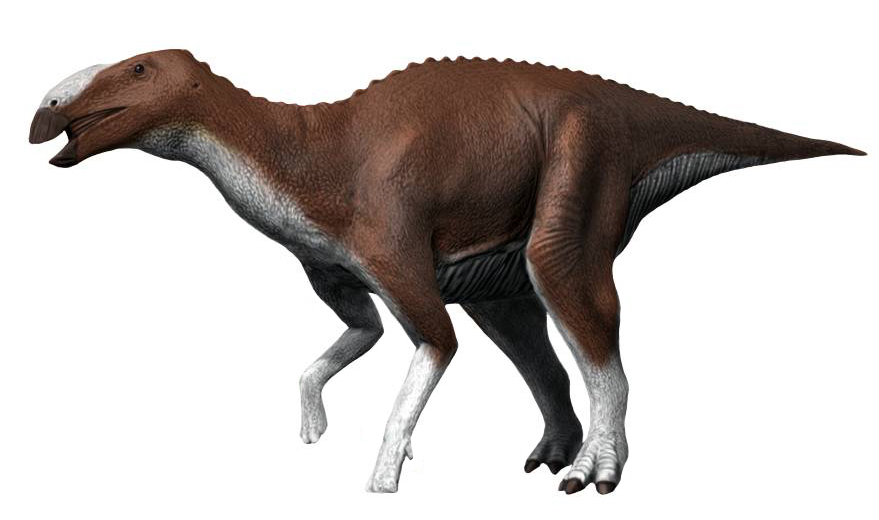
Recreación en vida de Eotrachodon orientalis.

Las diferencias con el otro hadrosauroide, Lophorhothon atopus, conocido de la misma formación, se encuentran principalmente la nariz delgada sin un peine, cuya parte superior posterior no tiene entrada desde el hueco alrededor de la fosa nasal. El cráneo tiene una estructura derivada libremente del hueso nasal que podría ser un precursor de la forma de Saurolophinae. Hay surcos secundarios alrededor de la fosa nasal. Su posesión fue vista como un automomorfismo, una propiedad derivada única. El hueco alrededor de la fosa nasal corre alrededor de su parte posterior. Los praemaxilares están ligeramente apagados. El borde frontal de la praemaxilla es delgado y doblado hacia atrás. La fosa nasal es muy grande y la nariz forma una gran estructura hinchada en el hocico. La mandíbula superior es alta en la parte delantera. En el borde inferior frontal hay un punto donde el borde superior forma un ángulo de 45 ° con la pared de la pata apoyando los invernaderos dentales. El punto superior de la mandíbula superior se encuentra completamente en la mitad posterior. La ventana inferior para dormir es grande, más alta y más ancha que la cuenca del ojo.

## Descubrimiento e investigación
El holotipo fue recuperado de la Formación Mooreville Chalk en Alabama, Estados Unidos, únicamente compuesto de un cráneo excepcionalmente bien conservado, lo que es algo difícil de encontrar entre los dinosaurios de los Apalaches. En 2016, el tipo de Eotrachodon orientalis fue nombrado y descrito por Albert Prieto-Márquez , Gregory M. Erickson y Jun A. Ebersole. El nombre de la familia se suma a Trachodon el vocablo del griego antiguo ἠώς, eoos, "amanecer", asociado con su antigüedad. El nombre de la especie significa "el este" en latín y se refiere a la ubicación en Alabama en el entonces Appalachia, el subcontinente del ste de los dos en los que se dividió Norteamérica en ese momento.
El fósil , holotipo MSC 7949, se encontró en 2007 en una capa de la Formación Mooreville Chalk que data del último Santoniano, de aproximadamente 84  millones de años. Consiste en un esqueleto parcial con cráneo de un animal relativamente joven. Se han conservado: el cráneo casi completo con mandíbulas inferiores; Vértebras del cuello, la espalda y la cola, un hueso púbico izquierdo, una pierna del asiento izquierdo, un hueso de la espinilla derecha y las segundas falanges del tercer y quinto dedo. El cráneo no estaba del todo relacionado. Este es el primer cráneo de un miembro de los Hadrosauridae conocido de Appalachia. El taxon fue en 2016 también es el mejor de los restos de Hadrosauroidea conocido de Appalachia. En una segunda publicación de 2016, el esqueleto fue descrito en detalle.

## Clasificación
Un análisis filogenético encontró que Eotrachodon es el taxón hermano de las subfamilias Lambeosaurinae y Saurolophinae. Esto, junto al otro hadrosáurido basal de los Apalaches, Hadrosaurus sugiere que los Apalaches fue la zona ancestral de la familia Hadrosauridae.
Eotrachodon se coloca basal en Hadrosauridae , sobre Hadrosaurus , como la especie hermana de Saurolophidae, el grupo que consiste en Saurolophinae y Lambeosaurinae . En 2016, fue al menos el hadrosáurido más antiguo conocido fuera de Lambeosaurinae. El término "Saurolophidae" caracteriza la taxonomía de Prieto-Márquez, otros investigadores a veces llaman a esta rama la Euhadrosauria.
Eotrachodon muestra algunas características básicas heredadas de los antepasados. La rama del ectopterygoide a la mandíbula superior es corta e inclinada. La rama de la mandíbula superior al pómulo sobresale hacia atrás. Solo hay un diente funcional por sistema dental. La rama frontal del pómulo tiene un borde superior posterior bajo y una superficie de contacto dirigida hacia adentro y hacia abajo. La parte del dentario que contribuye al proceso coronoideo se ejecuta verticalmente y termina en un punto ligeramente ampliado transversalmente. Los dientes tienen crestas verticales secundarias.
Eotrachodon también muestra características derivadas, evolutivamente nuevas. El rebaje alrededor de la abertura de la nariz se divide en tres ranuras como en la posterior Brachylophosaurinae y Edmontosaurus, el premaxilar tiene una delgada picaduras de borde hacia el exterior se volvió, tales como en Gryposaurus, Prosaurolophus y Saurolophus. El descubrimiento de Eotrachodon indica que la estructura típica de la nariz de las saurolofininidos se desarrolló temprano, justo después de la división con los lambeosaurinidos y de la gran radiación de las hadrosáuridos. También sería una indicación de que los Hadrosauridae se desarrollaron en Appalachia y solo más tarde llegaron a Laramidia, el subcontinente occidental.

### Filogenia
|                                | Eotrachodon orientalis                                           |
|                                |                                                                  |
| Saurolophidae (=Euhadrosauria) | \| \| Lambeosaurinae \| \| \| \| \| \| Saurolophinae \| \| \| \| |
|                                | \| \| Lambeosaurinae \| \| \| \| \| \| Saurolophinae \| \| \| \| |
|                                | Lambeosaurinae                                                   |
|                                |                                                                  |
|                                | Saurolophinae                                                    |
|                                |                                                                  |

|  | Lambeosaurinae |
|  |                |
|  | Saurolophinae  |
|  |                |

|                                | Eotrachodon orientalis                                           |
|                                |                                                                  |
| Saurolophidae (=Euhadrosauria) | \| \| Lambeosaurinae \| \| \| \| \| \| Saurolophinae \| \| \| \| |
|                                | \| \| Lambeosaurinae \| \| \| \| \| \| Saurolophinae \| \| \| \| |
|                                | Lambeosaurinae                                                   |
|                                |                                                                  |
|                                | Saurolophinae                                                    |
|                                |                                                                  |

|  | Lambeosaurinae |
|  |                |
|  | Saurolophinae  |
|  |                |